# ShKAS
La Mitragliatrice ŠKAS (in caratteri cirillici ШКАС - Шпитальный, Комарицкий, Авиационный, Скорострельный ŠKAS - Špitalʹnyj, Komarickij, Aviacionnyj, Skorostrelʹnyj mitragliatrice per utilizzo aeronautico a rapida cadenza di tiro) è una mitragliatrice calibro 7,62 mm sviluppata in Unione Sovietica nei primi anni trenta come equipaggiamento dei velivoli in dotazione alla Voenno-vozdušnye sily (VVS) nell'allora aeronautica militare sovietica.
Progettata da Boris Gavriilovič Špital'nyj e Irinarch Andreevič Komarickij, venne introdotta nel 1934 e da quel momento ampiamente utilizzata dai velivoli sovietici, nella maggior parte degli aerei da caccia e bombardieri, fino a tutta la seconda guerra mondiale.
Con la necessità di poter disporre di armamenti aeronautici più efficaci ne venne sviluppata una variante dal maggior calibro, il cannoncino automatico ShVAK da 20 mm.

## Storia
- Nel 1930 fu progettata la prima arma a rapida cadenza di tiro con la partecipazione di Špital'nyj Komarickogo. Era la prima nel mondo dell'aviazione che portò l'Unione Sovietica al primo posto nel campo degli armamenti.
- Nel 1932 il progetto venne messo a punto a seguito di test sulla meccanica dell'equipaggiamento.
- Il 13 febbraio 1932 venne emesso il primo ordine di sette mitragliatrici dal Dipartimento Artiglieria Sovietico.
- Nel giugno 1932 l'arma venne presentata a Vorošilov, Kliment Efremovič.
- Il 14 luglio 1932 l'arma venne approvata dal Governo Russo che decise di forzarne il completamento ed iniziare una campagna di test.
- Il 7 ottobre 1932 il Concilio Rivoluzionario Militare approvò i risultati della campagna di test effettuati sulla mitragliatrice.
- L'11 ottobre 1932 la mitragliatrice entrò in servizio ed utilizzava munizioni calibro 7,62 mm ma la cadenza di tiro era ritenuta ancora insufficiente 1500-2000 colpi al minuto.
- Nel marzo 1933, il governo Sovietico dopo aver commissionato il primo ordine di consegna delle mitragliatrici, propose ai progettisti di incrementare la cadenza di tiro fino a 5 000 colpi al minuto.
- Nell'aprile del 1933, Špital'nyj e Komarickij rivisitarono il progetto originale semplificandolo e migliorando le dimensioni della mitragliatrice e le tolleranze di fabbricazione dei componenti.
- Nel luglio 1933 iniziò la produzione in base ai nuovi disegni.
- Agli inizi del 1934, F. Tokarev sviluppò il sistema a torretta per la mitragliatrice ShKAS, il sistema utilizzato in precedenza e sviluppato da Degtjarёv, Vasilij Alekseevič era risultato troppo debole e causava una forte dispersione dei colpi (bassa accuratezza di tiro). In più le mitragliatrici sub-alari godevano della particolarità di essere intercambiabili con quelle utilizzate nelle torrette.
- Il 24 dicembre 1934 il progetto venne migliorato ulteriormente a causa di componenti interni alla mitragliatrice soggetti ad usura che ne causavano l'inceppamento.
- Nel 1936 venne realizzata la versione sincronizzata della mitragliatrice ŠKAS grazie a N. Sališčevym, N. Rudnevym e V.P. Kotovym
- Dal 1936 la mitragliatrice ŠKAS occupò una posizione dominante negli armamenti dell'aviazione Sovietica.
- Il 15 maggio 1937, Špital'nyj e Komarickij terminarono il prototipo della mitragliatrice Ultra ŠKAS (in cirillici УльтраШКАС) caratterizzata da una cadenza di tiro di 2 800 - 3 000 colpi al minuto.

## Descrizione
La ŠKAS è una mitragliatrice di tipo revolver operata a gas. L'elevata cadenza di tiro è dovuta al tamburo a dieci camere rotante alimentato da un nastro di munizioni tra maglie metalliche ed al peso della parte di rinculo dell'arma di 921 g. L'efficacia in combattimento della mitragliatrice ShKAS venne migliorata grazie alle munizioni perforanti ed incendiarie di N.M. Elizarov. La produzione iniziale comprendeva mitragliatrici per torrette, per installazioni sub alari in ambito aeronautico e normali con ricarica a nastro ed una versione sincronizzata (in cui la cadenza di tiro dell'arma era sincronizzata con il regime di rotazione delle eliche del velivolo) che entrerà in servizio nel 1936. Nel 1939 venne prodotta una piccola quantità di un suo sviluppo, identificata come Ultra-ŠKAS, caratterizzate da una cadenza di tiro di 3 000 colpi al minuto; oltre questo valore l'arma risultava poco affidabile.
Una raffica di un secondo proveniente dalle 4 mitragliatrici installate sul Polikarpov I-153 o sul Polikarpov I-16 era in grado di piazzare 120 colpi in un arco di 0,84° a 400 metri di distanza con una densità di 5 colpi per metro quadrato di cielo, caratteristica di molto superiore rispetto a quelle delle armi di altre nazioni installate sui rispettivi velivoli dell'epoca, specialmente considerando che quattro mitragliatrici con munizioni da 650 colpi per arma pesavano in totale 160 kg.

## Difetti
Il tecnico Sovietico Viktor Michajlovič Sinajskij disse:
"La mitragliatrice ShKAS aveva un'elevata cadenza di tiro ma anche 48 modi diversi di incepparsi. Alcuni di questi poterono essere risolti immediatamente, altri no. 1 800 colpi al minuto rappresentavano una cadenza di tiro folle. Se qualcuno avesse premuto il grilletto troppo a lungo, la ShKAS avrebbe sparato tutti i colpi in una sola volta e questo è tutto!!"

## Specifiche delle munizioni
Oltre a quelle elencate nella tabella sinottica:
- Peso del proiettile: 9,6 g
- Coefficiente balistico: 2 100 kg/m²
- Lunghezza del tracciante: 750 m
- Perforazione: 11 mm a 400 m

## Utilizzatori
Cina
Chung-Hua Min-Kuo K'ung-Chün
 Seconda Repubblica spagnola
- Fuerzas Aéreas de la República Española

 Unione Sovietica
- Voenno-vozdušnye sily

## Produzione
Unità prodotte dal 1933 al 1945:
- Nel 1933: 365 unità
- Nel 1934: 2 476 unità
- Nel 1935: 35 666 unità
- Nel 1937: 13 005 unità
- Nel 1938: 19 687 unità
- Nel 1940: 34 233 unità
- Nel 1943: 29 450 unità
- Nel 1944: 36 255 unità
- Nel 1945: 12 455 unità

## Galleria d'immagini

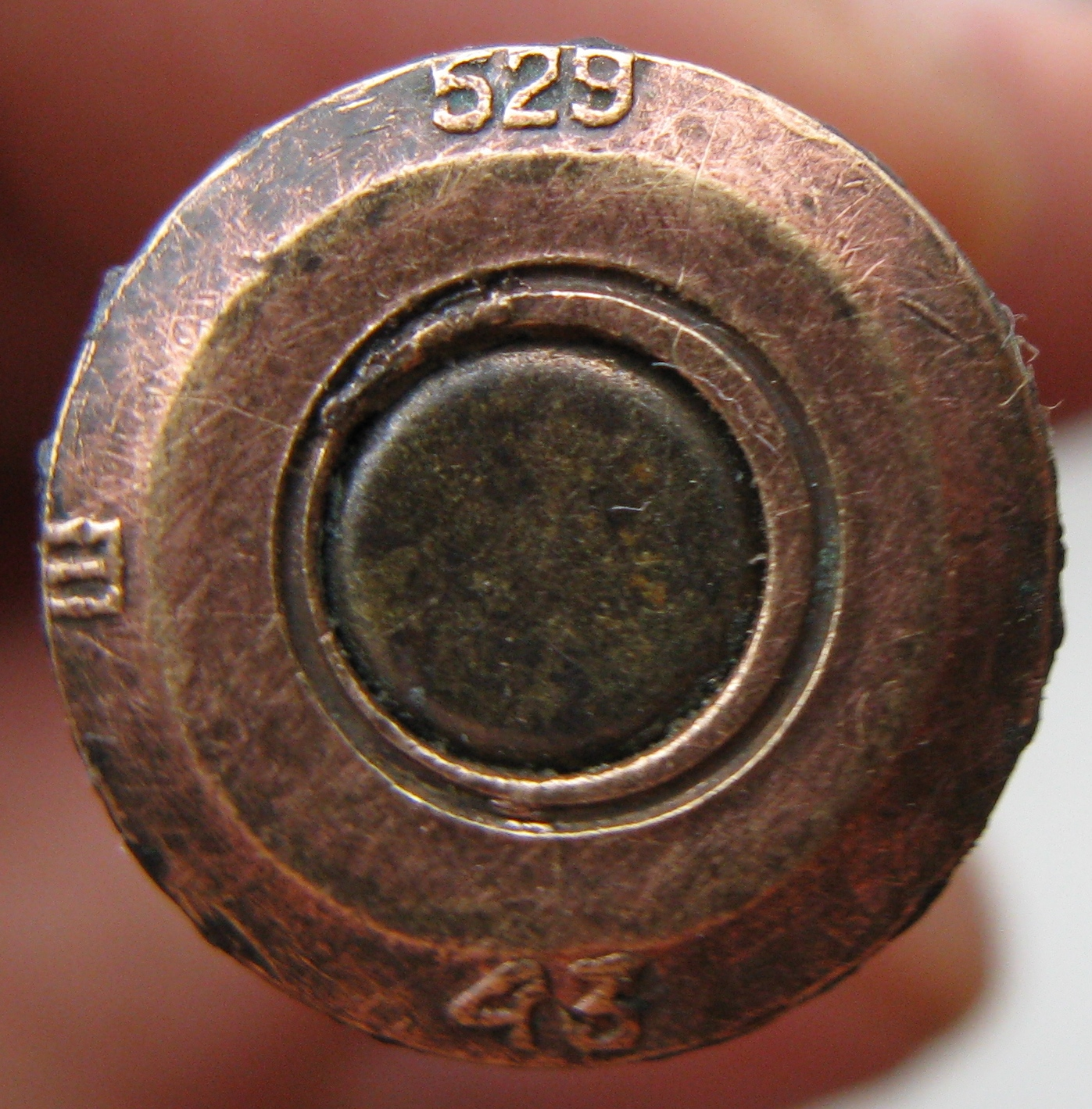
Munizione da 7,62 × 54 mm R
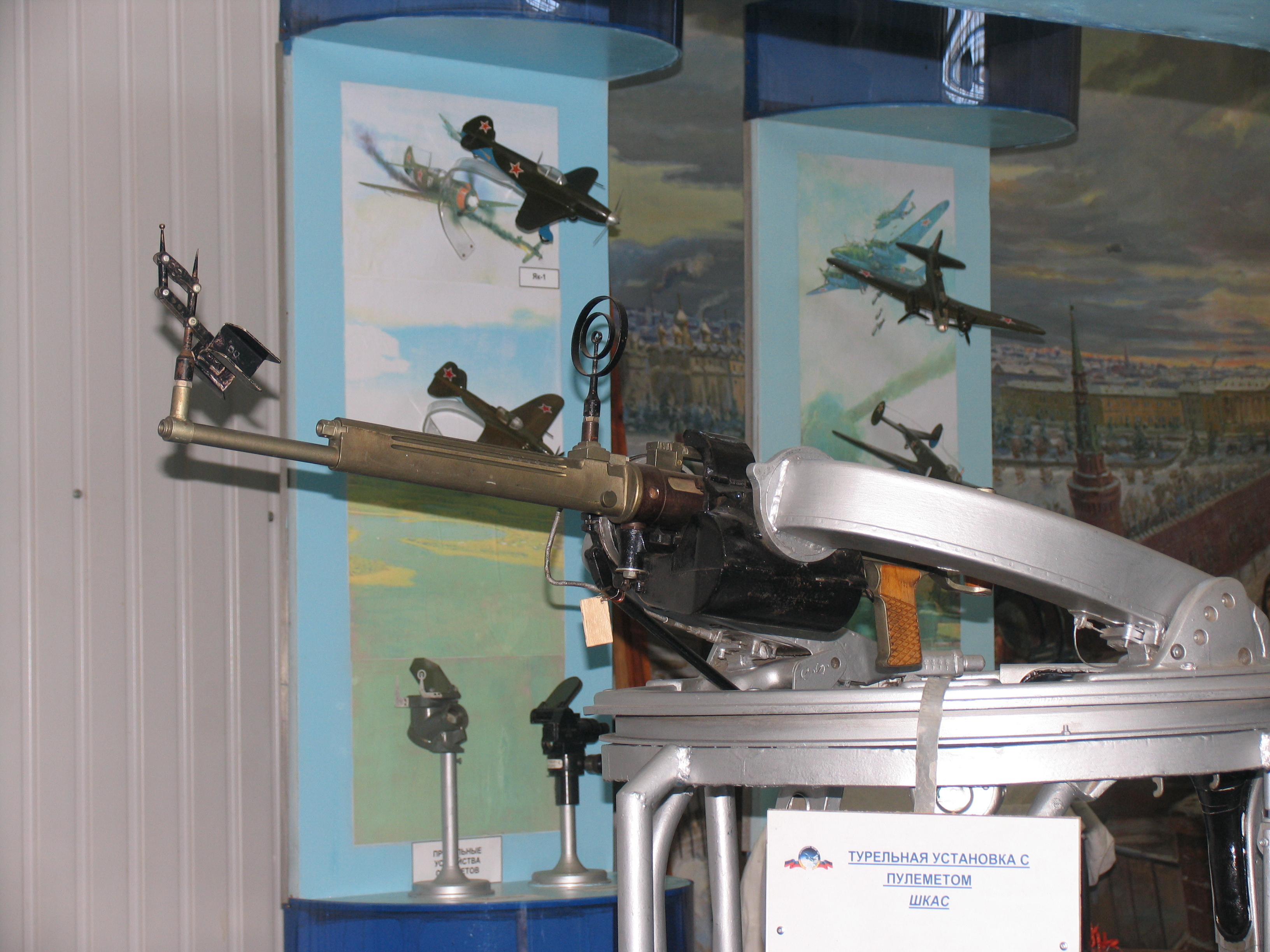
Una ŠKAS montata su supporto brandeggiabile ad anello esposto presso il Museo centrale della Federazione Russa delle aeronautiche militari a Monino.